# Journal of Zoology
Das Journal of Zoology ist eine monatlich erscheinende, wissenschaftliche Fachpublikation der internationalen Zoologie. Herausgegeben wird das Magazin von der Zoological Society of London. Das Magazin erschien seit 1830 zuerst unter dem Titel Proceedings of the Zoological Society of London und dann von 1965 bis 1984 als Journal of Zoology: Proceedings of the Zoological Society of London, bevor es den heutigen Namen bekam. Mittlerweile gibt die Redaktion auch einen Audio-Podcast heraus, der die wichtigsten Artikel jeder Ausgabe behandelt.
Im Jahr 2009 wurde das Journal of Zoology durch die BioMedical & Life Sciences Division der Special Libraries Association in die Liste der 100 einflussreichsten Zeitschriften aus den Fachbereichen Biologie und Medizin aufgenommen und als eine der 10 einflussreichsten Zeitschriften ausgezeichnet.

## Inhalt
Das Journal of Zoology veröffentlicht Fachartikel aus dem Bereich Zoologie oder mit interdisziplinären Ansätzen, die neue Forschungsergebnisse beinhalten. Es werden auch Artikel zu Teilbereichen der Zoologie veröffentlicht, wie Anatomie, Verhaltensforschung, Ökologie, Physiologie, Genetik, Entwicklungsbiologie und Phylogenetic.
Ziel des Journals ist es nach eigenen Angaben diese Teildisziplinen in einer transdisziplinären Betrachtungsweise zusammenzuführen.